# Slag bij Shiloh
De Slag bij Shiloh is een van de grootste veldslagen van de Amerikaanse Burgeroorlog. De veldslag vond plaats op 6 en 7 april 1862 in Hardin County, Tennessee. Deze slag staat ook bekend als de Slag bij Pittsburg Landing. Het Zuidelijke leger onder leiding van generaal Albert Sidney Johnston en generaal P.G.T. Beauregard voerde een verrassingsaanval uit op het Noordelijke leger onder leiding van generaal-majoor Ulysses S. Grant. De Zuidelijken verloren de confrontatie op de tweede dag van de strijd na initieel succes op de eerste dag.
Op de eerste dag van de slag hoopten de Zuidelijken het Noordelijk leger weg te duwen van de Tennessee en in de moerassen van Owl Creek te drijven. Met deze strategie probeerden ze het leger onder Grant te vernietigen voordat het leger van Don Carlos Buell zich kon aansluiten bij Grants leger. Deze strategie mislukte echter door de onverwachte harde strijd. De Zuidelijke linies geraakten ontregeld waardoor de Noordelijken zich richting Pittsburg Landing konden terugtrekken. Dankzij het verzet van de divisies onder de generaals Benjamin M. Prentiss en W.H.L. Wallace bij Hornet's Nest slaagden de Noordelijken erin hun linies te stabiliseren. Hierbij werden ze beschermd door sterke artilleriebatterijen. Tijdens de strijd was generaal Johnston gesneuveld. De tweede in bevel, generaal Beauregard, zag ervan af om de Noordelijke linies 's nachts aan te vallen.
Dankzij de aangevoerde versterkingen onder leiding van generaal Buell in de loop van de avond en nacht, slaagden de Noordelijken erin om een tegenaanval uit te voeren langs de volledige gevechtslinie. De Zuidelijken werden teruggedrongen en moesten zich uiteindelijk terugtrekken. Deze slag was tot dan toe de bloedigste slag uit het conflict. De Noordelijke opmars in het noorden van het Mississippigebied lag niets meer in de weg.

## Shiloh
In het zuiden van de Amerikaanse staat Tennessee, 33 kilometer ten noordoosten van de stad Corinth in Mississippi, ligt Pittsburg Landing. Het is een gehucht dat opgebouwd is nabij een bocht in de rivier de Tennessee. Vanaf de tijd dat het dorpje gesticht was tot aan 1862, was het altijd een vrij slaperig plaatsje geweest. Het enige object van enig aanzien in de gemeente was een pittoresk, houten kerkje genaamd Shiloh Church — naar het Hebreeuwse woord shiloh, dat vrede betekent.
Gedurende twee dagen in 1862 was deze kerk de plaats waar 110.000 Amerikanen elkaar bevochten en elkaar probeerden af te slachten in de bloedigste veldslag tot dan toe in de geschiedenis van de Verenigde Staten.

## De voorbereiding en samenstelling van beide legers
De plaats van de veldslag was niet toevallig. Desondanks was het een verrassing.
In maart 1862 nam generaal Henry Halleck het commando op zich van de federale troepen in het westen van de Verenigde Staten. Vrijwel onmiddellijk besloot hij tot de inname van Corinth, een spoorwegknooppunt van groot, strategisch belang. Om dit te bewerkstelligen, besloot Halleck twee van zijn legers samen te voegen tot een grote aanvalsmacht: het 42.000 man sterke Army of the Tennessee onder de nieuwe generaal-majoor Ulysses S. Grant en het Army of the Ohio met 25.000 man onder brigadegeneraal Don Carlos Buell. Grant trok naar het zuiden tot aan Pittsburg Landing en wachtte daar op Buell, die uit Nashville moest komen. Daarna zouden ze samen oprukken om het spoorwegknooppunt in te nemen dat van vitaal belang was, omdat het onderdeel was van de Memphis & Charleston spoorweg die Richmond aan de Atlantische Oceaan verbond met Memphis aan de Mississippi.
Na de verliezen in de Slag om Fort Henry en de Slag om Fort Donelson in februari 1862 had de Zuidelijke generaal Albert Sidney Johnston zijn troepen teruggetrokken uit het westelijk deel van Tennessee en noordelijke Mississippi om op rust te komen en te reorganiseren.
Het feit dat Grant een maand op Buell moest wachten, gaf de Zuidelijke generaals Albert Sidney Johnston en P.G.T. Beauregard de gelegenheid op te rukken voor een aanval op Grant; niet alleen was Grant volgens Johnston de gevaarlijkste man van het Noorden, maar hij wilde ook koste wat kost verhinderen dat Grants leger zou combineren met dat van Buell en zo ook verhinderen dat Corinth verloren zou gaan.

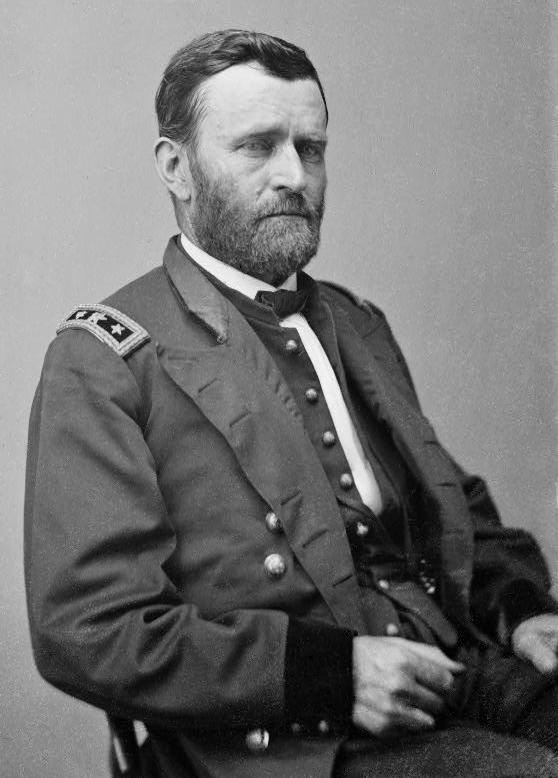
Maj. Gen. Ulysses S. Grant, USA
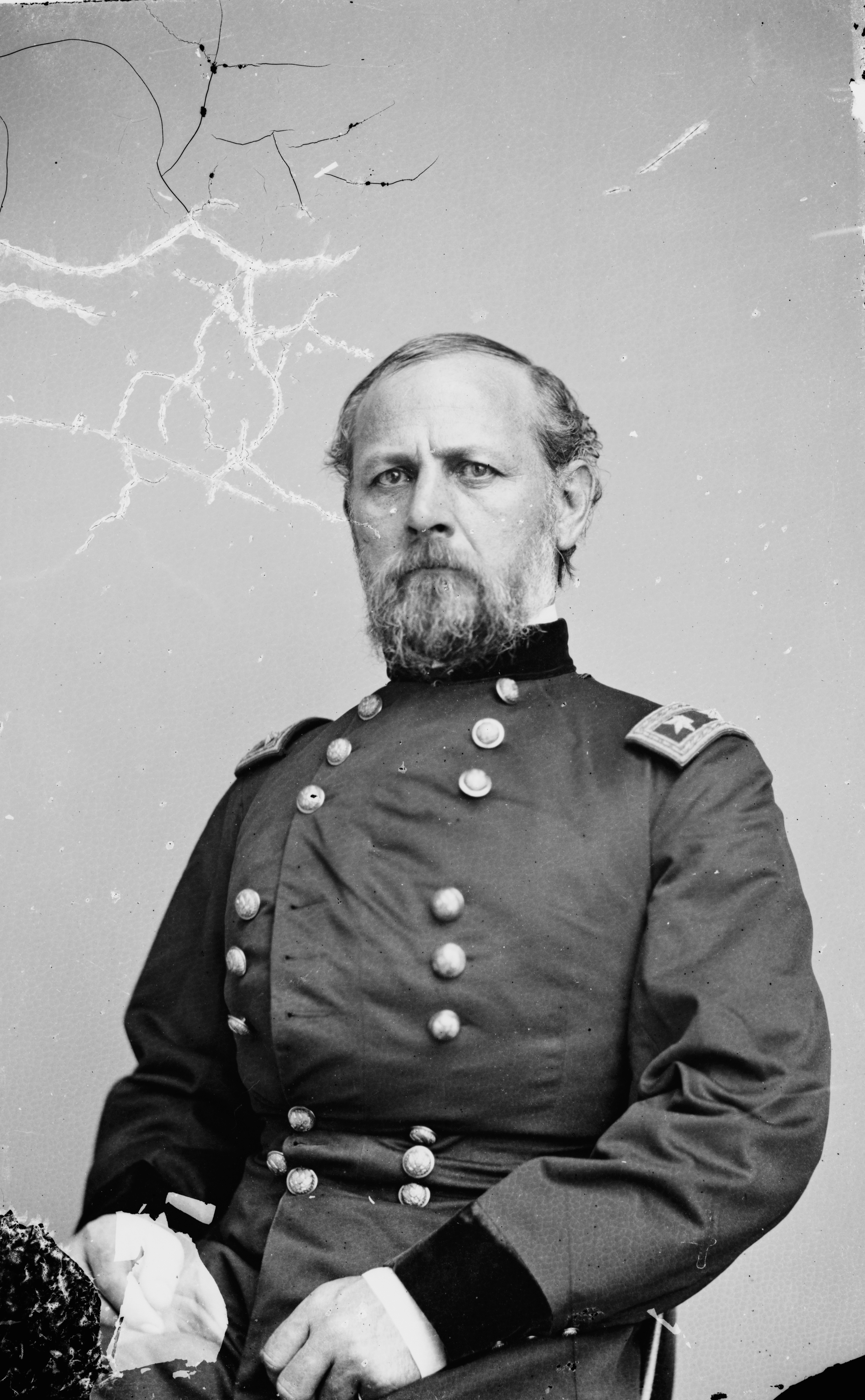
Maj. Gen. Don Carlos Buell, USA
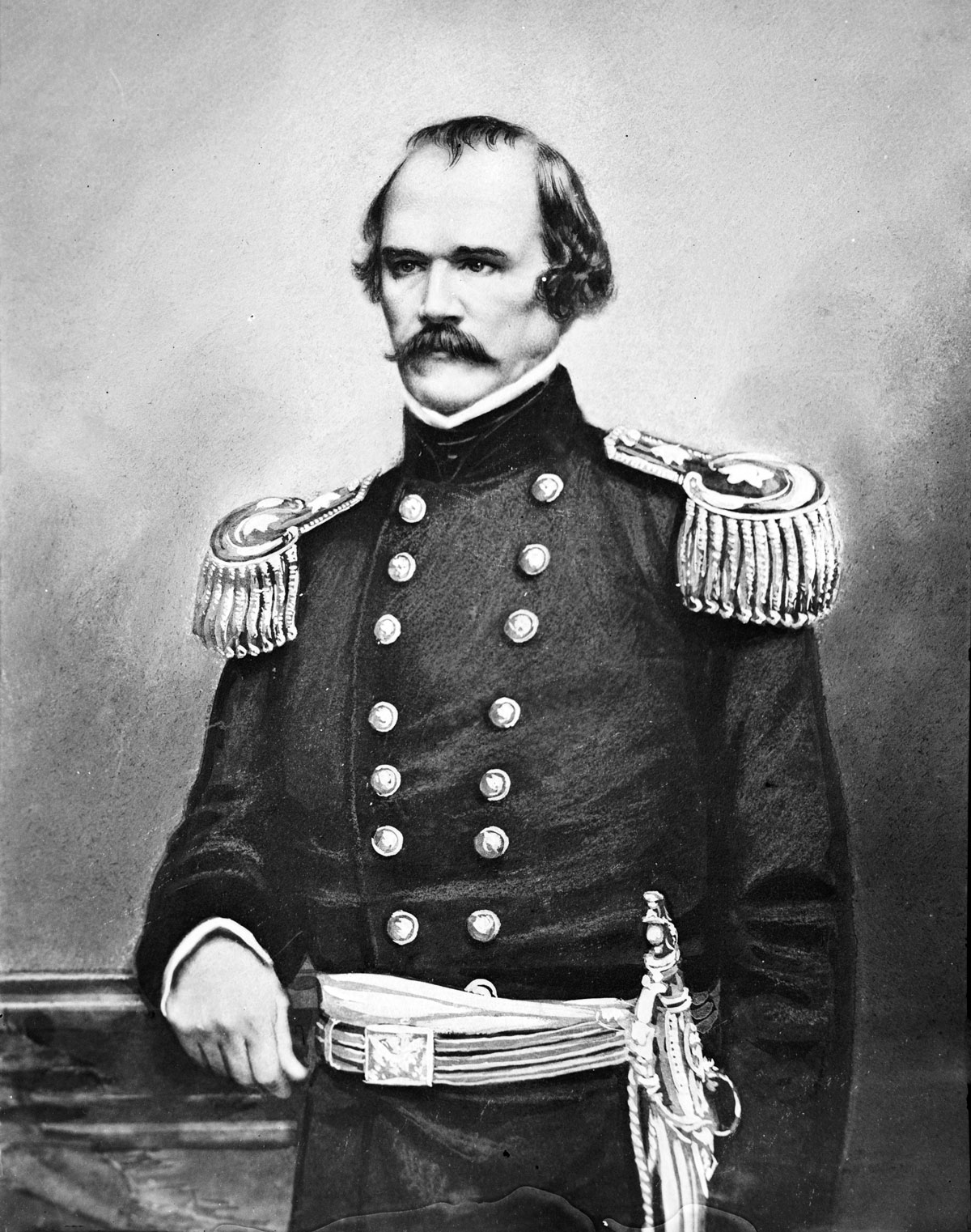
Gen. Albert Sidney Johnston, CSA
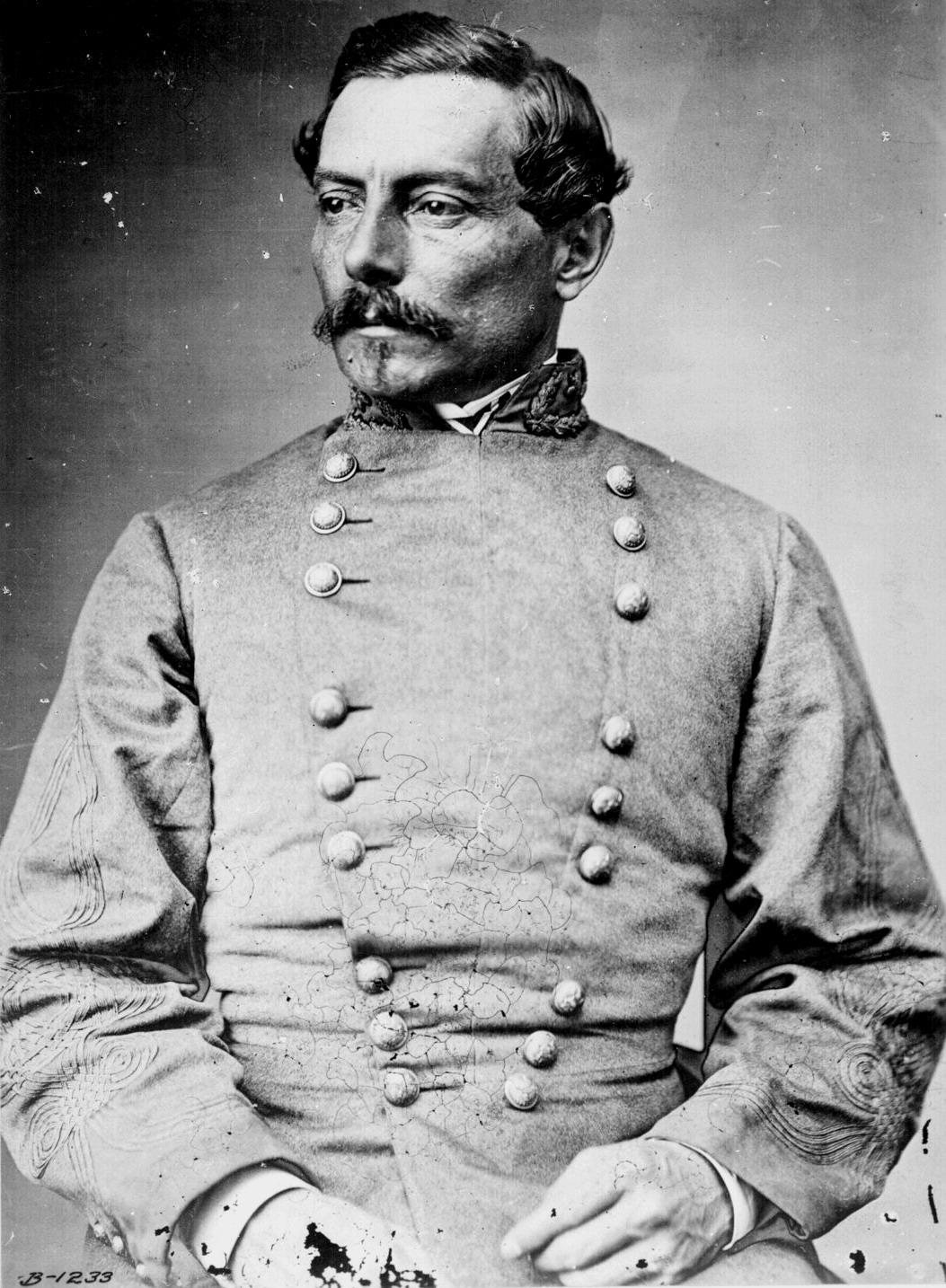
Gen. P.G.T. Beauregard, CSA

Grants leger telde 48.894 soldaten ingedeeld in 6 divisies. De 1ste divisie werd aangevoerd door generaal-majoor John A. McClernand. De 2de divisie stond onder leiding van brigadegeneraal Wallace. De 3de en 4de divisie werden geleid door respectievelijk generaal-majoor Lew Wallace en brigadegeneraal Stephen A. Hurlbut. Brigadegeneraal William T. Sherman en brigadegeneraal Benjamin M. Prentiss voerden de 5de en 6de divisie aan. Vijf van deze divisies hadden hun tenten opgeslagen aan het westelijk uiteinde van de Tennessee. Tijdens de oorlog kreeg Grant een reputatie dat hij zich meer zorgen maakte omtrent zijn eigen plannen dan die van de vijand. Het kampement bij Pittsburg Landing toonde dezelfde lacune. De meeste tenten waren opgesteld rond het kerkje van Shiloh zonder enige vorm van verdediging. Grant had nagelaten om grachten of andere defensieve maatregelen te nemen terwijl hij aan het wachten was op Buell. In zijn memoires zou Grant alle kritiek wegwuiven. Hij schreef: "De troepen onder mijn bevel, soldaten en officieren gelijk, hadden meer behoefte aan discipline en drill dan aan het leren omgaan met houweel en schop…. onder deze omstandigheden was discipline meer waard voor mijn soldaten dan fortificaties." De divisie van Lew Wallace lag 8 km verder stroomafwaarts nabij Crump's Landing. Hiermee had Grant een uitvalsbasis naar de spoorweg bij Bethel Station en kon hij voorkomen dat de Zuidelijken vanuit die richting zouden oprukken.
Het leger onder Buells bevel telde 17.918 soldaten. De vier divisies stonden onder bevel van de brigadegeneraals Alexander M. McCook, William Nelson, Thomas L. Crittenden en Thomas J. Wood.

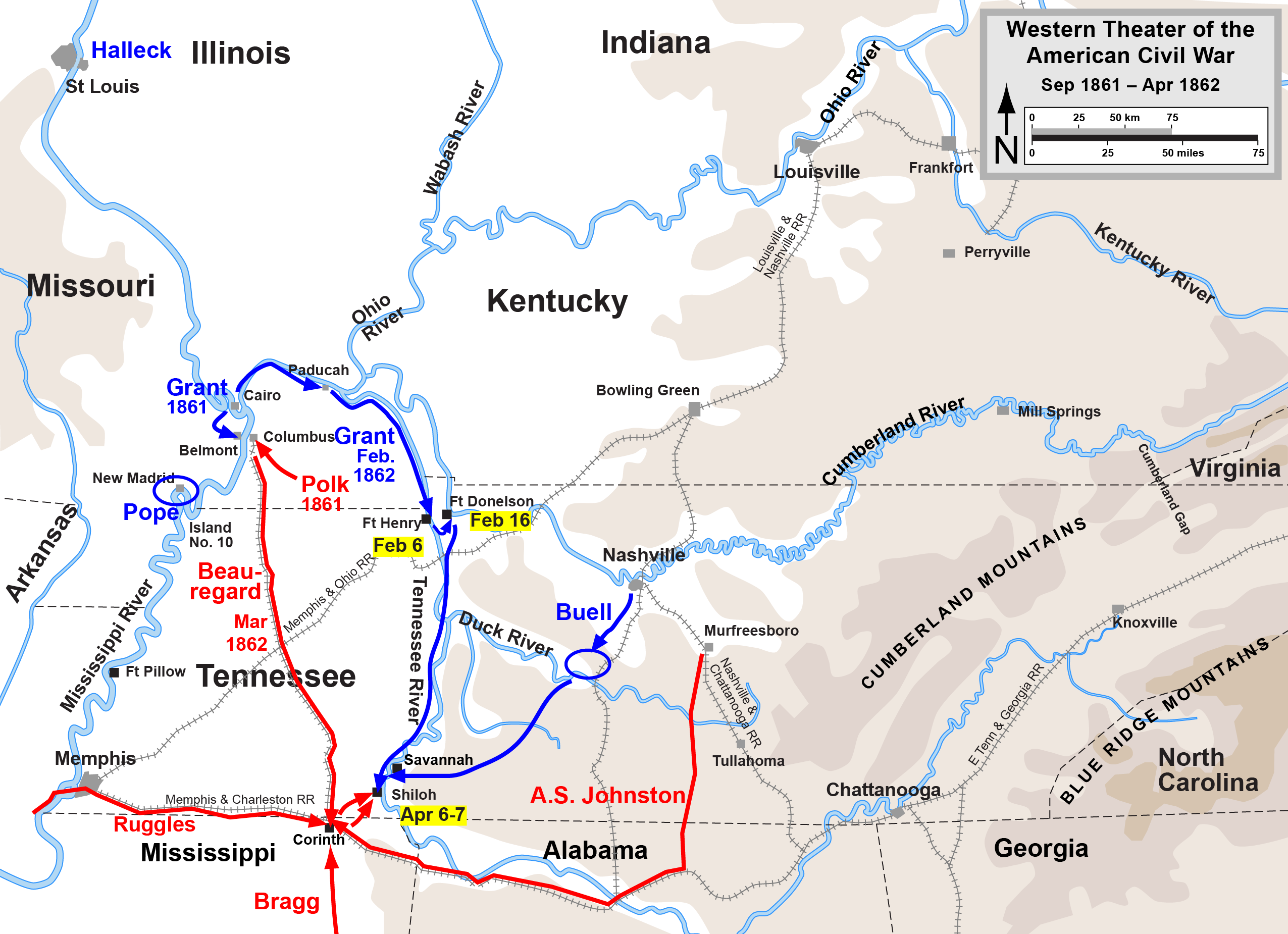
Westelijk oorlogsgebied begin 1862

Het Zuidelijke leger was recent gevormd door generaal Johnston en had de naam Army of Mississippi meegekregen. Johnston concentreerde 55.000 soldaten rond Corinth, op ongeveer 30 km ten zuidwesten van Grants kampement. Op 3 april vertrokken 44.699 soldaten om Grants leger te verrassen en te voorkomen dat Buell tijdig aansluiting zou vinden bij Grant. Het Zuidelijke leger was samengesteld uit 4 grote korpsen, namelijk:
- Generaal-majoor Leonidas Polk met twee divisies geleid door brigadegeneraal Charles Clark en generaal-majoor Benjamin F. Cheatham
- Generaal-majoor Braxton Bragg met twee divisies onder het bevel van brigadegeneraals Daniel Ruggles en Jones M. Withers
- Generaal-majoor William J. Hardee met drie brigades onder bevel van de brigadegeneraals Thomas C. Hindman, Patrick Cleburne en Sterling A.M. Wood
- Brigadegeneraal John C. Breckinridge als reserve met drie brigades onder de kolonels Robert Trabue en Winfield S. Statham en brigadegeneraal John S. Bowen met toegevoegde cavalerie[7]

Op de vooravond van de komende veldslag waren beide legers ongeveer even sterk qua soldaten. Het Zuidelijke leger was echter slechter uitgerust met veel antieke wapens. Veel soldaten droegen oude geweren, musketten of zelfs pieken met zich mee. De soldaten hadden weinig gevechtservaring. De mannen onder Braxton Bragg hadden nog de beste training gekregen. 32 van de 62 infanterieregimenten van Grants leger hadden al enige gevechtservaring opgedaan bij Fort Donelson. De helft van zijn artillerie en de meeste cavaleristen waren eveneens veteranen.
Beauregard, tweede in bevel na Johnston, wilde een aanval op Grants leger niet riskeren. Hij dacht dat het geluid van het testvuren van de Zuidelijke geweren na twee dagen van regen het verrassingselement zou tenietdoen. Johnston weigerde te luisteren naar Beauregard. Ondanks de terechte vrees van Beauregard hoorden de Noordelijke soldaten niets van het marcherende Zuidelijke leger en bleven ze zonder argwaan in hun kampement.
Johnstons plan was om de linkerflank van Grants leger aan te vallen, met de bedoeling dat het gescheiden zou worden van de kanonneerboten op de rivier en van de aanvoer- en terugtrekkingsroute zou worden afgesneden. Johnston hoopte het Noordelijke leger in de moerassen van Snake Creek en Owl Creek te drijven waar het dan vernietigd zou kunnen worden. De aanval was oorspronkelijk voorzien op 4 april, maar werd 48 uren uitgesteld. Opnieuw verwoordde Beauregard zijn standpunt, maar opnieuw weigerde Johnston te luisteren..

## De slag op 6 april

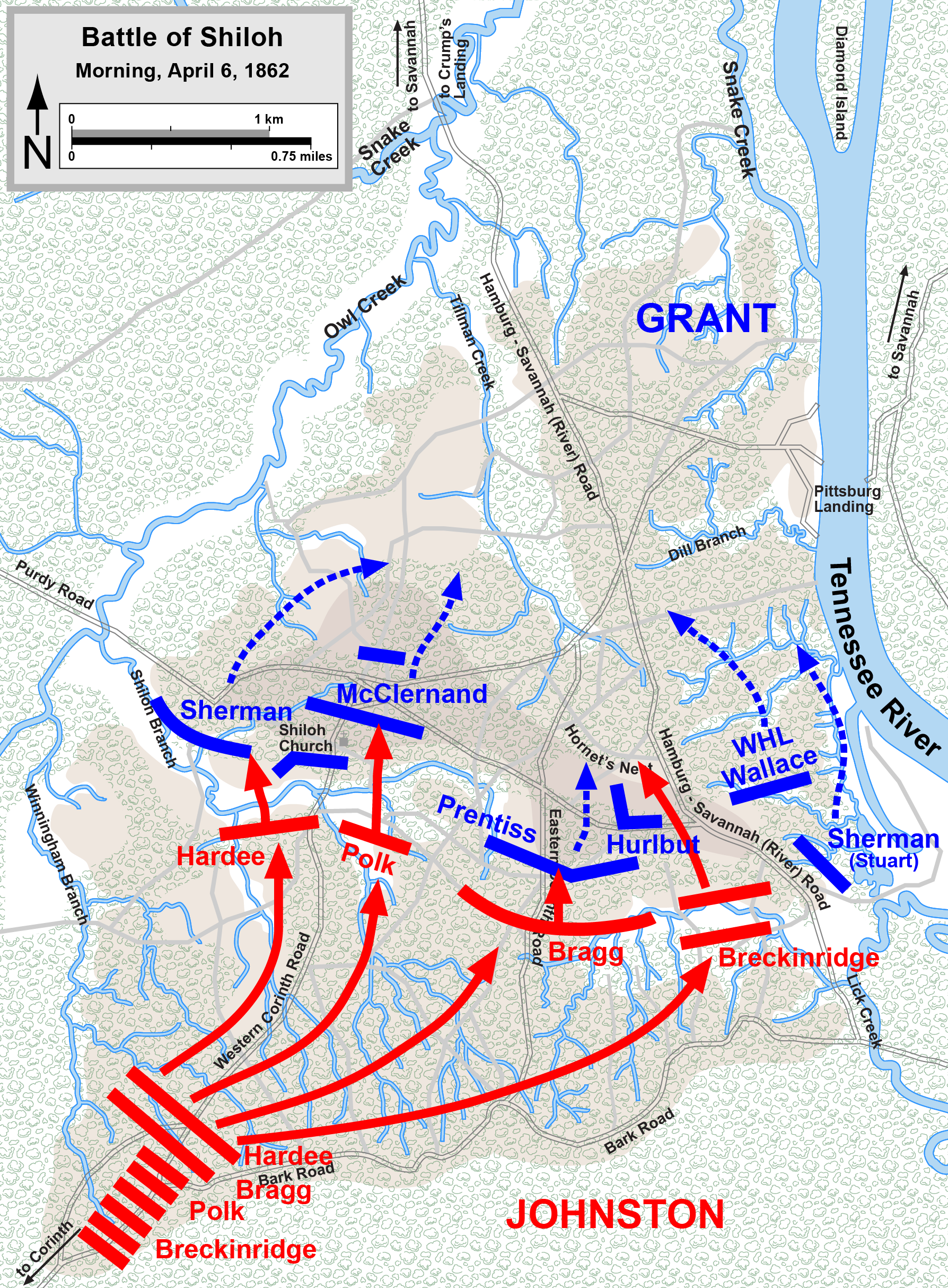
Kaart van de slag bij Shiloh, de ochtend van 6 april 1862.

### De aanval door de Zuidelijken
Rond 6.00 uur in de vroege ochtend van 6 april staat het leger van Johnston opgesteld langs de Corinth Road. De voorbije nacht hadden ze onopgemerkt overnacht op nog geen 3 km van het Noordelijke kampement. Met hun ochtendlijke aanval behaalden ze een vrijwel totaal strategisch en tactisch verrassingseffect. De Noordelijken hadden bijna geen wachtposten of patrouilles om hun bivak te beschermen. De vorige dag had Grant een telegram gestuurd naar Halleck waarin stond dat "hij geen aanval verwachtte, maar mocht er toch één komen dan was hij paraat." Dit was een grote inschattingsfout van Grant. Sherman geloofde zelfs niet dat de Zuidelijken in de buurt waren en ook de eventuele richting waaruit ze zouden kunnen komen werd volledig verkeerd ingeschat. Sherman dacht dat een eventuele aanval uit de richting van Purdy, Tennessee zou komen, dus meer uit westelijke richting. Een van de weinige Noordelijke eenheden die eropuit gestuurd werd het gebied te verkennen was de 25th Missouri Infantry, die deel uitmaakte van de 1ste brigade onder Prentiss. Rond 5.15 uur stuitten ze op de linies van de Zuidelijken. Er barstte een gevecht los, maar de boodschap die teruggestuurd werd naar het Noordelijke hoofdkwartier kwam te laat door om enig effect te hebben.
De verwarrende opstelling van de Zuidelijke troepen verminderde de effectiviteit van hun aanval. Johnston en Beauregard hadden geen uniform aanvalsplan opgesteld. Johnston had naar de Zuidelijke president een telegram gestuurd waarin stond dat "Polk de linkerflank, Bragg het centrum, Hardee de rechterflank en Breckinridge de reserve onder hun bevel hadden." Het zwaartepunt lag op zijn rechterflank om de Noordelijken weg te drijven van de rivier. Beauregard moest in de achterhoede blijven om wanneer nodig mannen en voorraden naar voren te sturen. Johnston nam zijn plaats tussen de voorste linies in. Dit maakte dat de controle over de veldslag impliciet bij Beauregard kwam te liggen. Beauregard had een ander plan in zijn hoofd, namelijk door in drie linies aan te vallen en de Noordelijken in de rivier te drijven. De korpsen van Hardee en Bragg openden de aanval met hun divisies over een breedte van bijna 5 km. Terwijl ze verder oprukten, raakten de verschillende divisies vermengd met elkaar, waardoor ze moeilijk te sturen waren. De korpscommandanten vielen aan in gevechtslinie zonder onmiddellijke reserve achter de hand te hebben. Artillerie kon niet geconcentreerd worden om een doorbraak te forceren. Rond 7.30 uur stuurde Beauregard de korpsen van Polk en Breckinridge naar voren op de linker- en rechterflank, waardoor hun effectiviteit sterk verminderde. Deze troepenbeweging mondde uit in een frontale aanval, uitgevoerd door één enkele gevechtslinie zonder diepte of reserve. Vanaf de eerste minuten verloren de bevelhebbers de nodige controle en coherentie over de aanval.

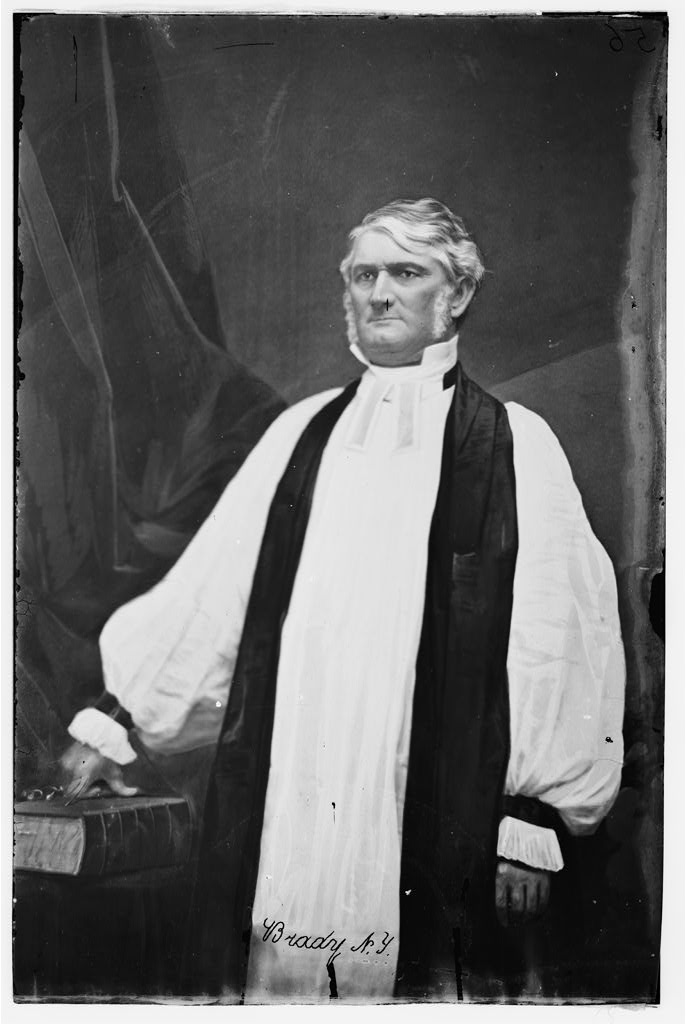
Maj. Gen. Leonidas Polk, CSA
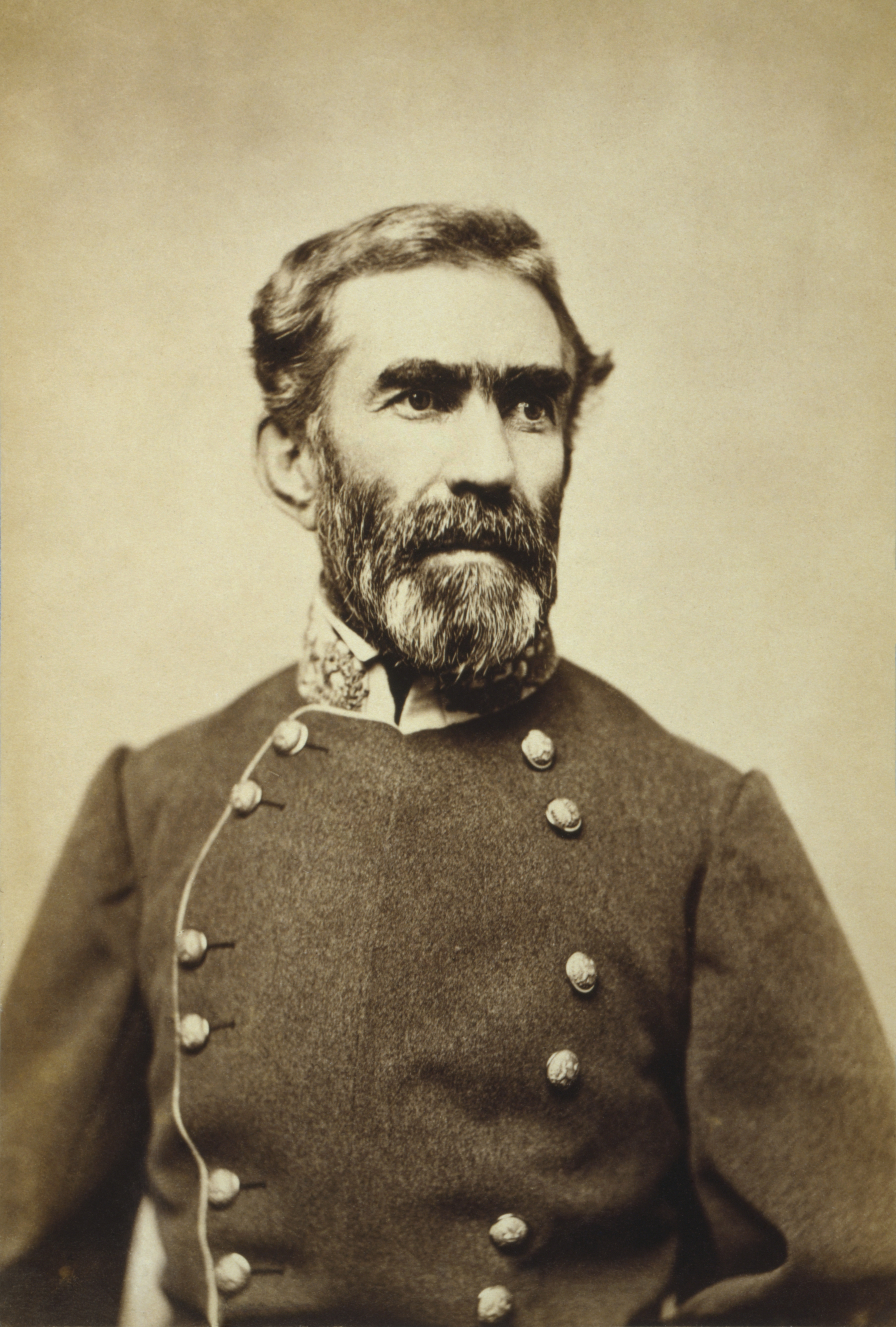
Maj. Gen. Braxton Bragg, CSA
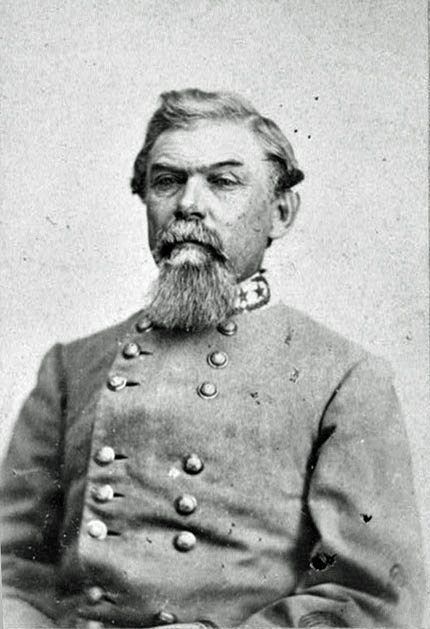
Maj. Gen. William J. Hardee, CSA
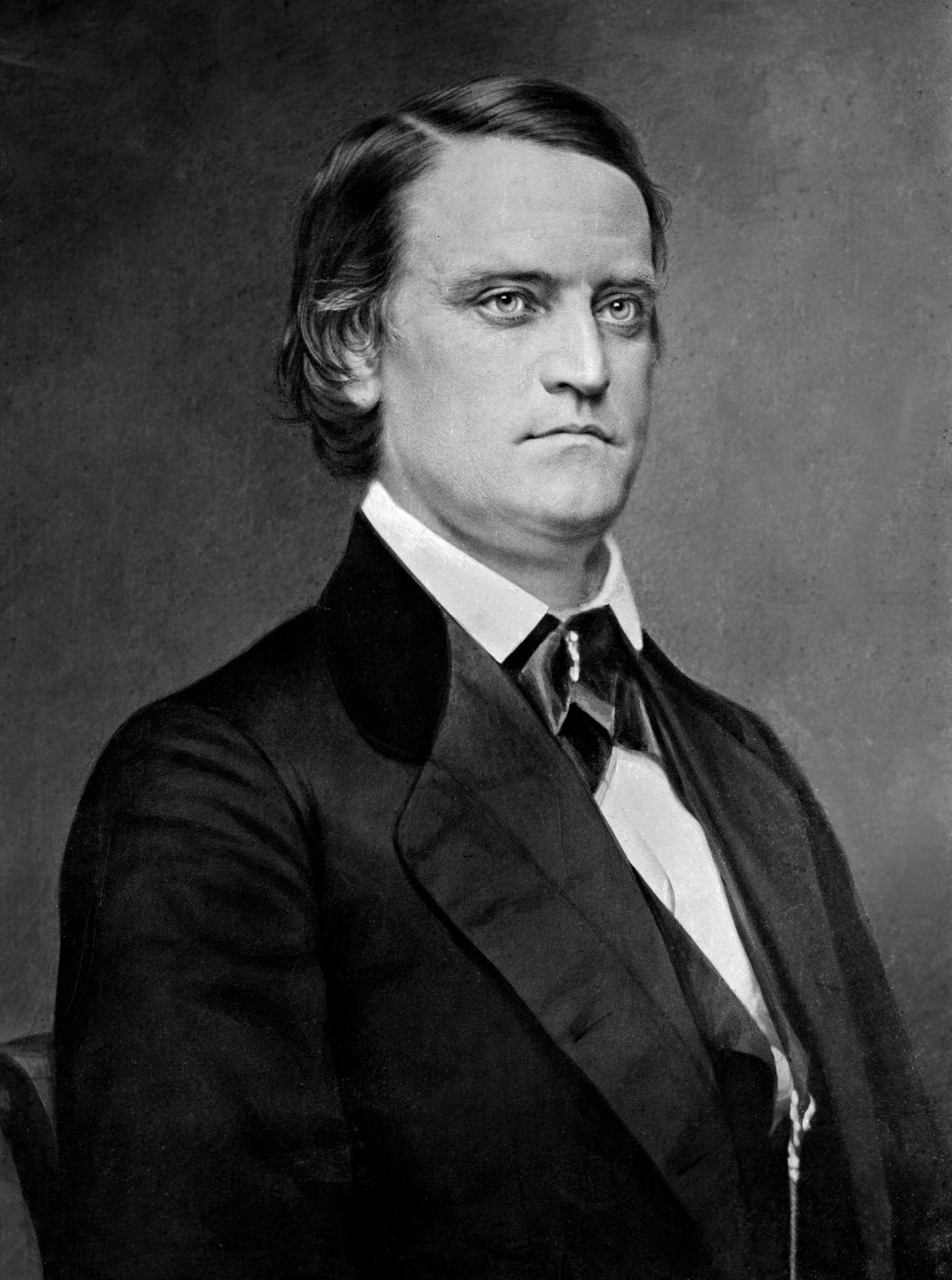
Brig. Gen. John C. Breckinridge, CSA

### Grants en Shermans reacties
Ondanks de tekortkomingen was de aanval niettemin overdonderend. Vele van de groene rekruten van Grants nieuwe leger vluchtten naar de veiligheid van de rivier. Anderen vochten terug maar moesten onder de druk van de aanval zich terugtrekken. Verderop probeerden ze dan nieuwe defensieve linies te vormen. Vele regimenten werden volledig uit elkaar geslagen. Sherman, die verantwoordelijk was voor de onvoorbereide Noordelijke soldaten, was nu alom aanwezig. Overal waar het nodig was verscheen hij om zijn troepen aan te moedigen en de nodige instructies uit te vaardigen en dit ondanks de grote verliezen langs beide zijden van de strijdende partijen. Sherman raakte tweemaal lichtgewond. Er werden ook drie paarden doodgeschoten waar hij opzat. Volgens de historicus James McPherson vormde deze slag het kantelmoment in de carrière van Sherman waardoor hij een van de beste Noordelijke bevelhebbers zou worden. Shermans divisie voelde de volle kracht van de aanval. En ondanks het zware geweervuur en het uiteenvallen van zijn rechterflank vochten Sherman en zijn mannen stoutmoedig door. De Noordelijken moesten grond prijsgeven. Ze trokken zich stelselmatig terug tot achter de kerk van Shiloh. McClernands divisie stabiliseerde het front voor een korte periode. Over de volledige linie maakten Johnstons mannen vooruitgang, waarbij ze de ene na de andere Noordelijke eenheid oprolden.
Grant bevond zich ongeveer 16 km verder stroomafwaarts op een kanonneerboot bij Savannah, (Tennessee). Op 4 april was hij gewond geraakt na een val van zijn paard. Hij kon zich niet voortbewegen zonder krukken. Na het horen van het artillerievuur haastte hij zich niettemin naar het slagveld. Rond 8.30 uur arriveerde hij. Hij probeerde zo snel mogelijk versterkingen naar voor te sturen om de gevechtslinies te stabiliseren. Bull Nelsons divisie moest van over de rivier komen bij Pittsburg Landing. Lew Wallace' divisie trok op vanuit Crump's Landing. Deze versterkingen kwamen maar mondjesmaat aan.

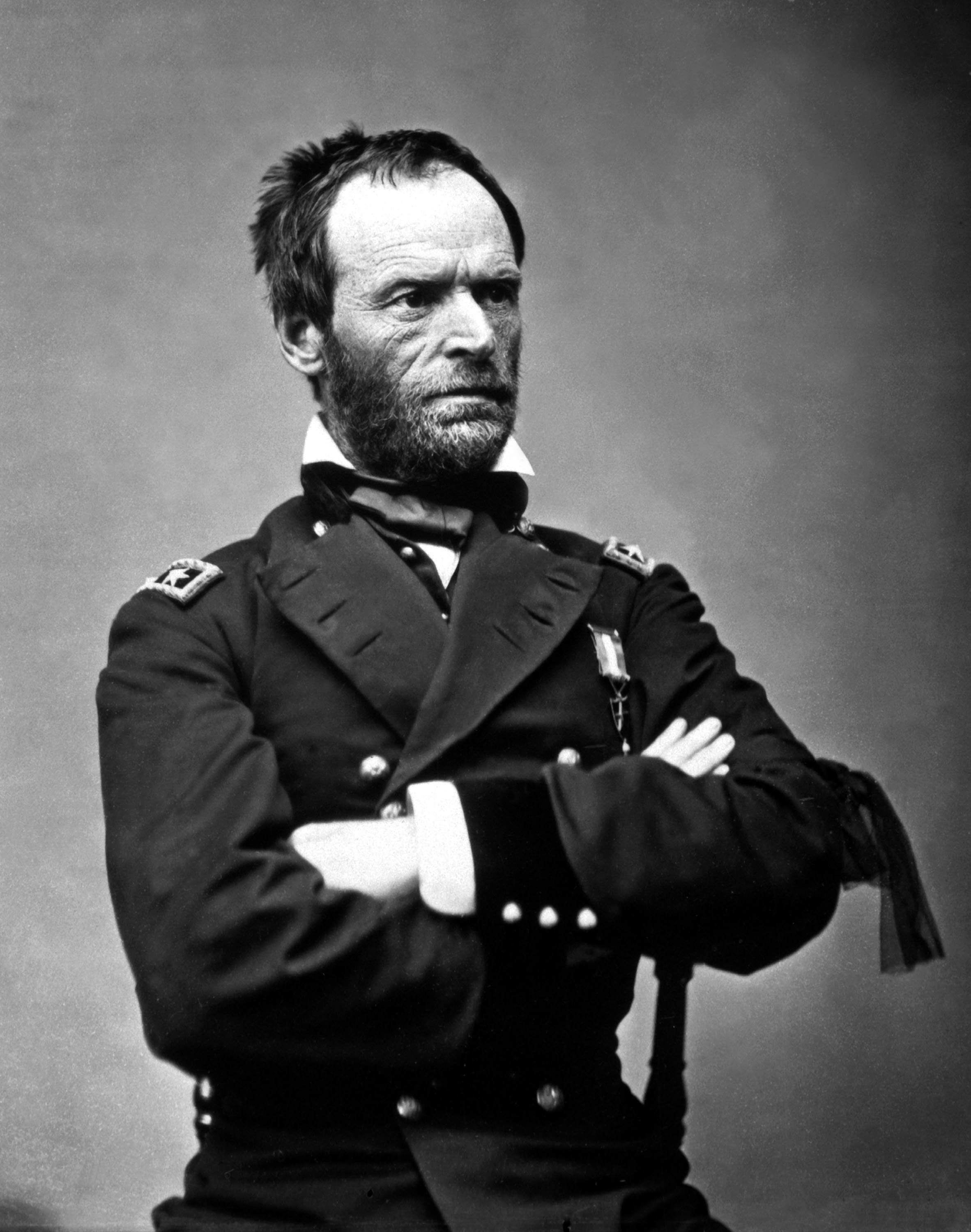
Brig. Gen. William T. Sherman, USA
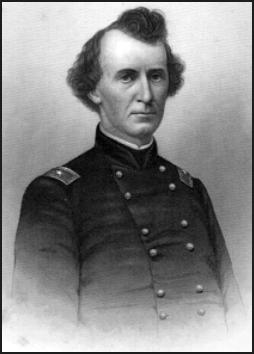
Brig. Gen. W.H.L. Wallace, USA
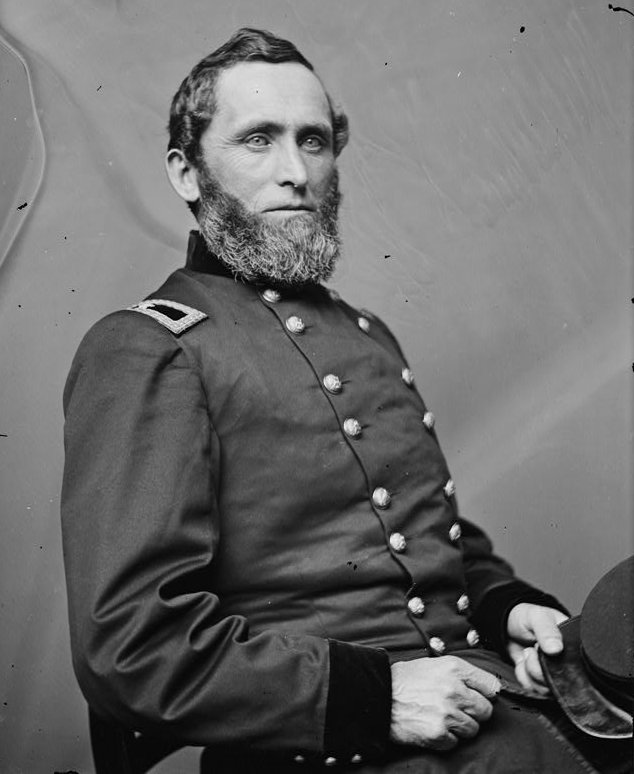
Brig. Gen. Benjamin Prentiss, USA
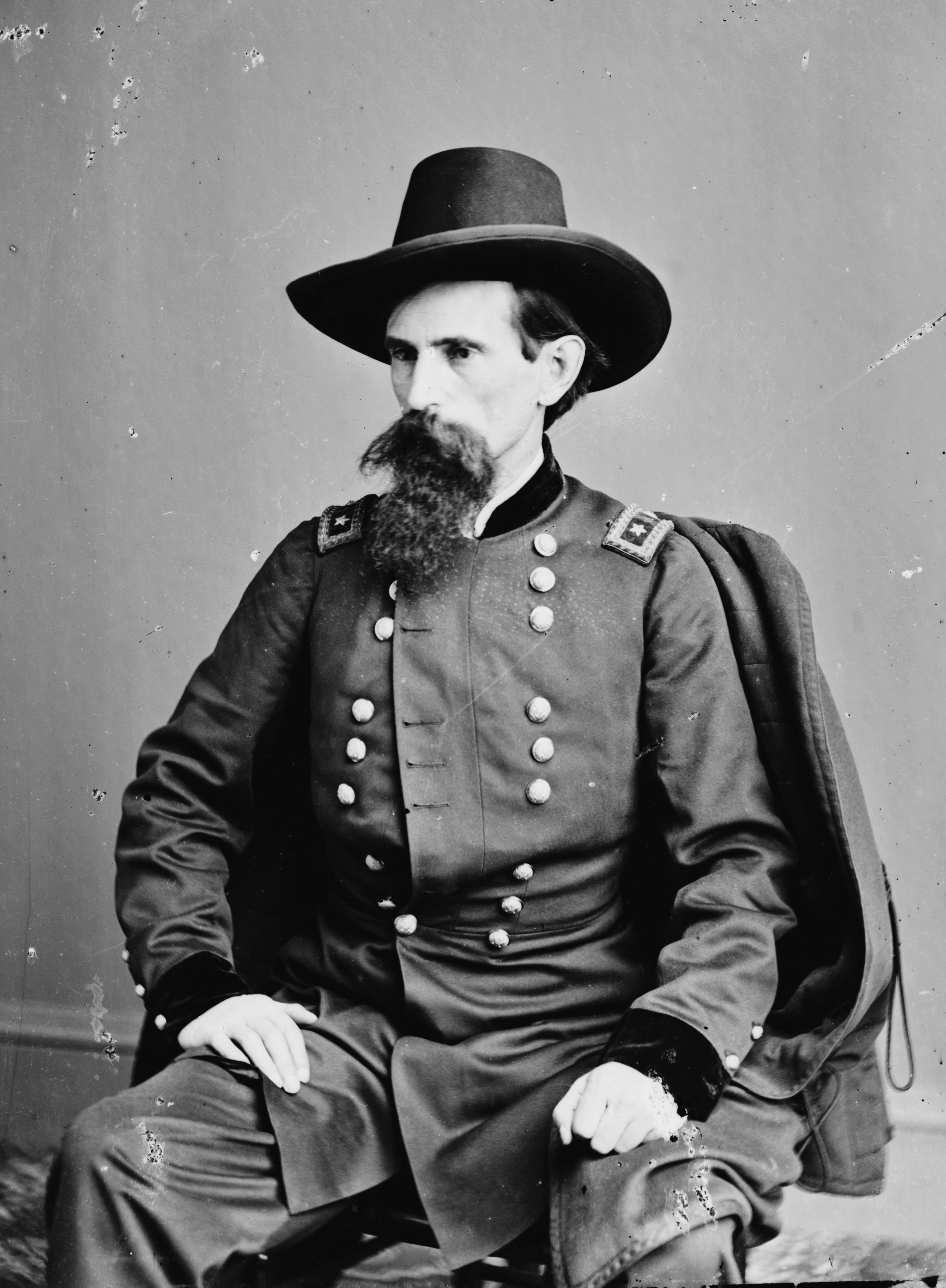
Brig. Gen. Lew Wallace, USA

### De verloren divisie van Lew Wallace
Wallace' divisie werd als reserve gehouden nabij Crump's Landing in een dorpje met de eenzame naam van Stoney Lonesome ergens in de achterhoede van de Noordelijke linies. Grant stuurde orders naar Wallace met de boodschap dat Wallace de divisie van Sherman moest ondersteunen. Wallace nam een andere marsroute dan dat Grant origineel bedoelde. Later zou Wallace zeggen dat de orders van Grant niet volledig duidelijk waren. Toen Wallace aankwam constateerde hij dat Shermans divisie zich niet meer op de vooronderstelde plaats was. De slaglinie was zover opgeschoven dat Wallace zich ver achter de vijandelijke linies bevond. Een boodschapper kwam met de vraag van Grant waarom Wallace nog niet bij Pittsburg Landing aangekomen was. Wallace twijfelde. Hij was zeker dat een aanval op de vijandelijke achterhoede effect zou hebben om de Noordelijke linies te steunen. Toch nam hij de beslissing om terug te keren naar Stoney Lonesome. Daarna marcheerde hij door naar Pittsburg Landing. Zijn divisie arriveerde daar rond 18.30 uur. Grants verslag na de veldslag over het gedrag van Wallace was zwaarwegend genoeg om de rest van zijn carrière te verwoesten. De dag van vandaag is Wallace voornamelijk bekend als de auteur van Ben-Hur.

### Hornet's Nest

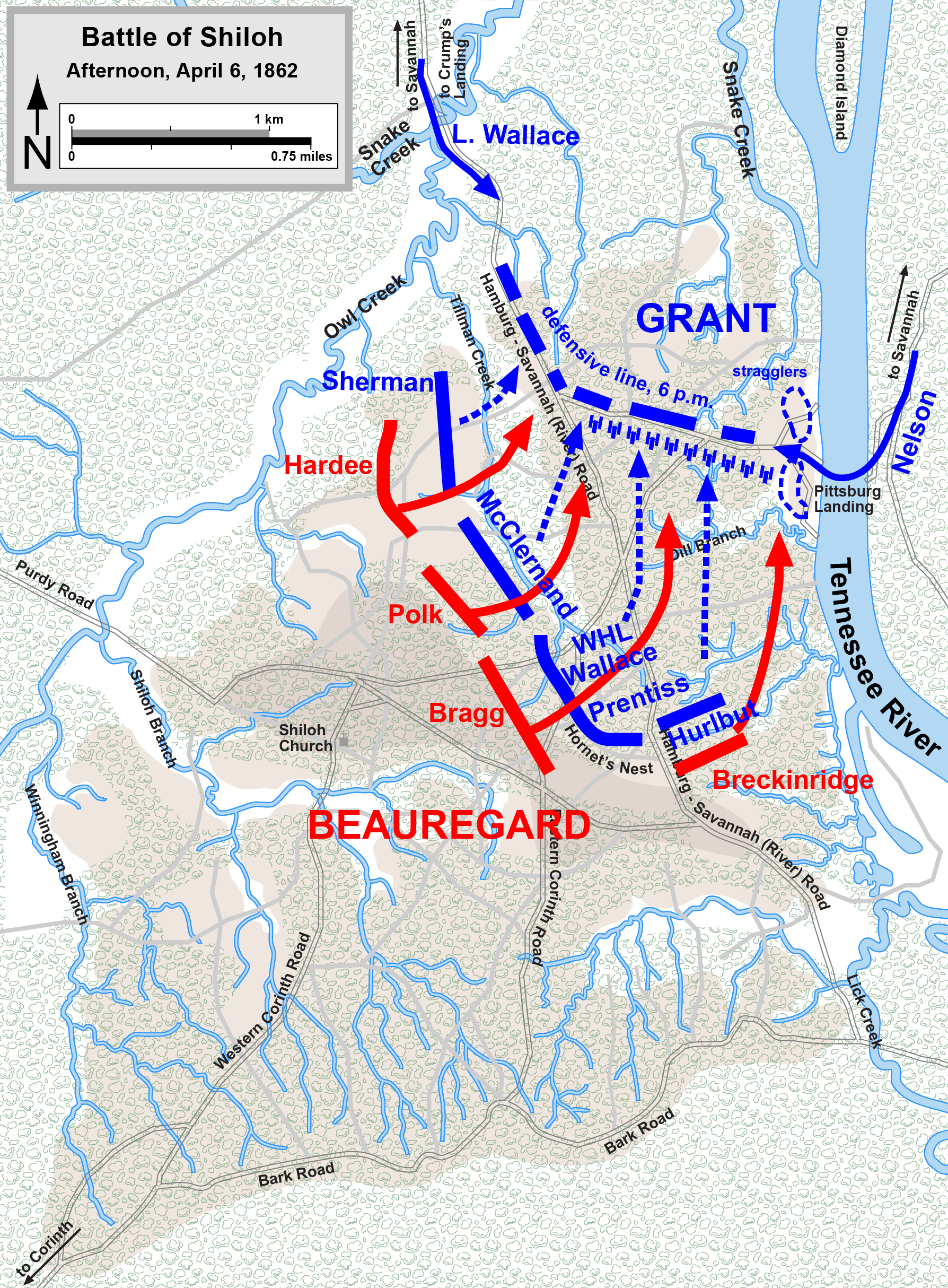
Kaart van de Slag bij Shiloh, situatie in de namiddag van 6 april 1862.

Rond 9.00 uur betrokken soldaten van Prentiss' en Wallace' divisies posities rond een plaats met de bijnaam Hornet's Nest. De Zuidelijken vielen de Noordelijke positie gedurende de komende uren telkens opnieuw aan, in plaats van er gewoon omheen te trekken, waardoor ze zware verliezen leden. Hornet's Nest geraakte door de voortdurende Zuidelijke aanvallen wel geïsoleerd van de rest van de slaglinie. Door slechte coördinatie tussen de verschillende eenheden geraakten ze al zeer snel gedesorganiseerd. Toen Wallace dodelijk getroffen werd verslechterde de Noordelijke positie snel. De Zuidelijken veroverden de positie na een zware strijd van zeven uren en dankzij een geconcentreerd vuur van hun artillerie. De meeste Noordelijke overlevenden werden gevangengenomen. Dankzij hun fel verzet had Grant de nodige tijd gekregen om een defensieve linie op te bouwen nabij Pittsburg Landing.
De strijd om Hornet's Nest vertraagde de Zuidelijke opmars. Rond 14.30 uur werd Johnston dodelijk getroffen terwijl hij een aanval leidde op de Noordelijke linkerflank. Johnston had een verwonding opgelopen aan zijn been. Omdat hij zijn dokter naar enkele gewonde soldaten gestuurd had, bloedde Johnston dood. De kogel had een belangrijke ader getroffen. Johstons dood betekende een zwaar verlies voor de Confederatie. Jefferson Davis beschouwde hem als de belangrijkste bevelhebber van het Zuiden. (Deze plaats zou twee maanden later ingenomen worden door generaal Robert E. Lee). Beauregard nam het bevel op zich. Door zijn aanwezigheid in de achterhoede had hij een vrij vaag idee wat er aan de frontlinie gebeurde. Hij gaf onmiddellijk het bevel om het lichaam van Johnston in alle stilte van het slagveld te verwijderen om het moreel van de troepen niet te beschadigen. Daarna werden de aanvallen op Hornet's Nest doorgezet. Dit was een tactische fout. De Zuidelijken hadden niet gezien dat het merendeel van de Noordelijke eenheden zich systematisch terugtrok om een semi-circulaire verdediging te vormen bij Pittsburg Landing. Mocht Beauregard de druk op de Noordelijke flanken hoog hebben gehouden, zou de defensieve linie van de Noordelijken niet gevormd zijn en kon hij daarna Hornet's Nest rustig vernietigen.

### De verdediging van Pittsburg Landing
De Noordelijke flanken moesten grond prijsgeven, maar waren nog niet verslagen. Sherman en McClernand moesten onder druk van Hardee en Polk zich terugtrekken richting Pittsburg Landing waardoor de rechterflank van de Hornet's Nest onbeschermd was. Net na de dood van Johnston viel de Zuidelijke reserve onder Breckinridge de uiterste linkerflank van de vijand aan. Hierdoor werd de onderbemande brigade van kolonel David Stuart opzijgeschoven. Dit opende een potentiële weg naar de achterhoede van Grants leger. In plaats van hun opmars voort te zetten, besloot Breckinridge om zijn mannen te laten rusten, te hergroeperen om dan op te trekken naar het geluid van de artillerie bij Hornets Nest. Na de val van Hornets Nest vormden de restanten van de Noordelijke eenheden een solide 5 km lange verdedigingslinie rond Pittsburg Landing ten westen van de rivier en dan in noordelijke richting langs de River Road. Zo hielden ze de weg open om eventueel de eenheden van Lew Wallace in de linie op te nemen. Sherman nam de rechterflank, McClernand het centrum voor zijn rekening. De restanten van Wallace', Hurlbuts en Stuarts divisies, samen met duizenden soldaten die hun eenheid niet meer vonden, vormden de linkerflank. Eén brigade van Buells leger, de brigade onder leiding van kolonel Jacob Ammen die deel uitmaakte van Bull Nelsons divisie was net op tijd om de rivier over te geraken en de linkerflank te versterken. 50 kanonnen en enkele kanonneerboten op de rivier versterkten de defensieve linie. Een laatste Zuidelijke aanval van twee brigades onder leiding van brigadegeneraal Withers probeerde nog de linie te doorbreken maar werd afgeslagen. Rond 18.00 uur werd een tweede poging door Beauregard geannuleerd toen de zon onderging. Het Zuidelijke plan was mislukt. In plaats van Grants leger naar de moerassen te duwen, hadden ze hem in een defensieve positie bij de rivier gemanoeuvreerd.

### Nachtelijke rust
De avond en de nacht van 6 april was een zenuwslopend einde van wat tot dan toe de bloedigste slag uit de Amerikaanse geschiedenis was. De hulpkreten van gewonde en stervende soldaten tussen de twee slaglinies hielden veel soldaten langs beide zijden uit hun slaap. Het zware onweer en de ritmische bombardementen van de Noordelijke kanonneerboten maakten dat de nacht een miserabele ervaring was voor alle soldaten. Een beroemde anekdote van deze nacht toont de mentale kracht van Grant, die zeer goed kon omgaan met tegenslag en problemen. De Zuidelijken hadden grote delen van het Noordelijk kamp onder de voet gelopen. Toen Sherman Grant zocht, vond hij hem onder een boom terwijl Grant aan het schuilen was voor de stortbui. Sherman zei toen: "Wel Grant, we hebben de duivel op ons dak gekregen vandaag" Grant keek naar Sherman en zei toen. "Ja," terwijl hij rustig zijn sigaar verder rookte, gevolgd door een wolkje rook. "Ja, maar morgen zullen zij de duivel op hun dak krijgen."
Beauregard stuurde een telegram naar president Davis met de boodschap: "EEN VOLLEDIGE OVERWINNING". Later zou hij eraan toevoegen: "Ik dacht dat ik Grant de volgende morgen volledig zou kunnen vernietigen." Veel van zijn manschappen waren in de zevende hemel. Ze hadden het Noordelijke kampement veroverd. Ze hadden duizenden gevangenen gemaakt en tonnen voorraden ingepalmd. Toch had Grant redenen om optimistisch te blijven. In de loop van de nacht arriveerden de mannen van Wallace' divisie en 15.000 soldaten van Buells leger. Buells leger had zijn stellingen ingenomen om tegen 04.00 uur in de volgende ochtend in de tegenaanval te gaan. De beslissing van Beauregard om de aanval te staken tegen het invallen van de avond zou nog voor veel historische controverse zorgen. Braxton Bragg en kolonel William Preston Johnston (zoon van generaal Johnston) zagen hierin een gemiste kans. Beauregard bleef die nacht bij de kerk van Shiloh in plaats van de posities en de sterkte van de vijandelijke linie te gaan inspecteren. Ook hechtte hij geen geloof aan rapporten van getuigenissen van vijandelijke gevangenen dat Buell Grants positie al aan het versterken was. Tot zijn verdediging kan worden gezegd dat zijn troepen uitgeput waren van een lange dag vechten, dat er nog maar 1 uur zonlicht over was en dat de Noordelijke artillerie stevig weerwerk bood. Hij kreeg ook de verkeerde informatie van brigadegeneraal Benjamin Hardin Helm uit noord Alabama dat Buell richting Decatur opmarcheerde in plaats van Pittsburg Landing.

## De slag op 7 april

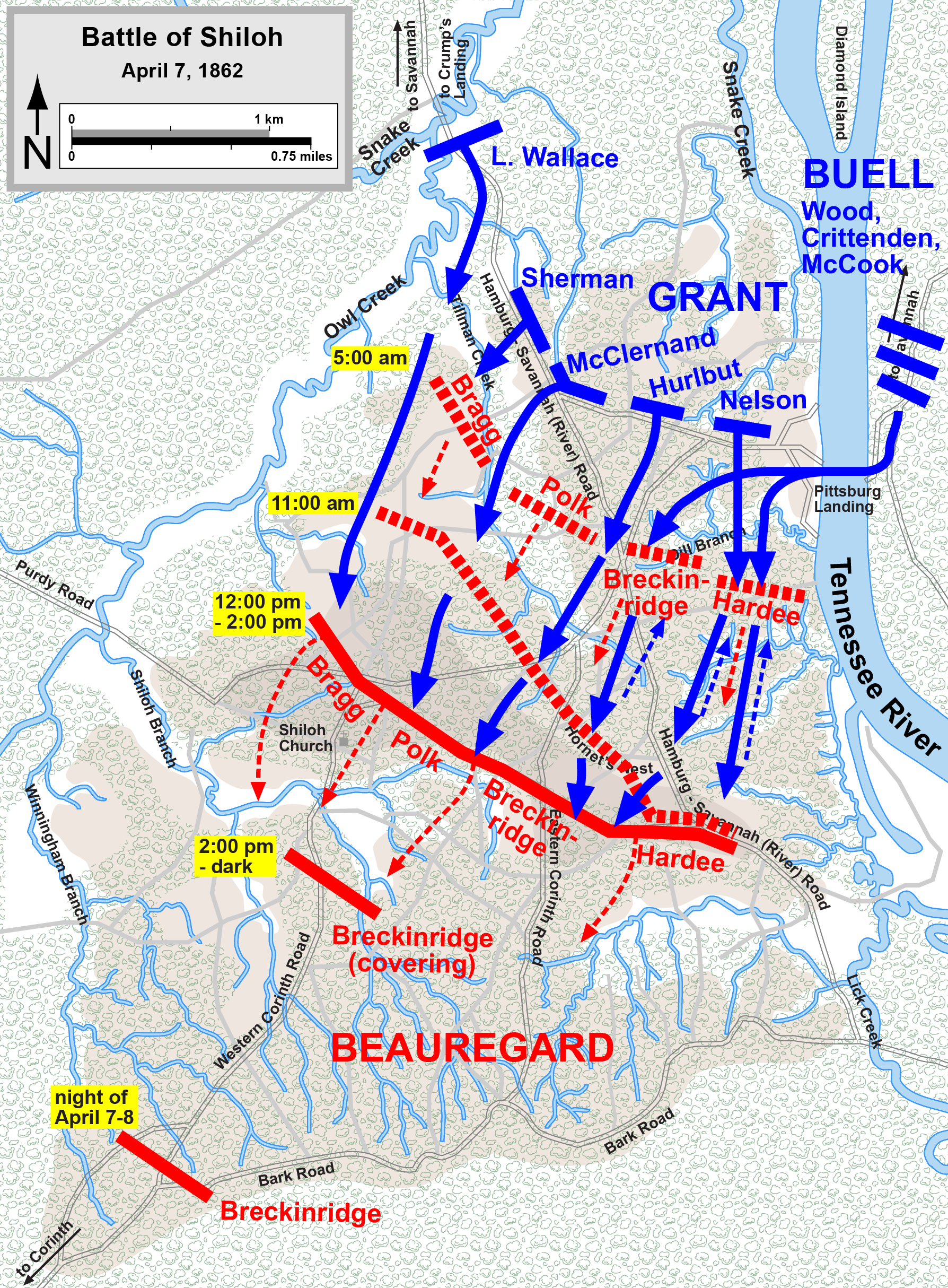
Kaart van de slag bij Shiloh op 7 april 1862.

Op 7 april telden de gecombineerde legers van Grant en Buell 45.000 soldaten. De Zuidelijken hadden op de eerste dag 8.500 doden, gewonden en vermisten verloren. Door achterblijvers en desertie rapporteerden de Zuidelijke bevelhebbers nog over 20.000 soldaten te beschikken. Ze hadden zich verschanst in de voormalige kampementen van Prentiss' en Shermans soldaten. Het korps van Polk was zelfs volledig teruggekeerd naar hun eigen tenten om de nacht door te brengen, zo'n 6,5 km verderop. Er werd geen slaglinie gevormd en de munitie- en andere voorraden werden niet aangevuld. De soldaten waren overal op zoek gegaan naar eten, drinken en onderdak om de nacht door te brengen.
Beauregard, die zich er niet van bewust was dat hij over te weinig voorraden en te weinig mannen beschikte, plande de volgende fase van de aanval om Grant alsnog te verslaan. Tot zijn verrassing voerden de Noordelijken in de vroege ochtend een tegenaanval uit. Grant en Buell voerden hun aanvallen onafhankelijk van elkaar uit. Enkel op divisieniveau was er enige coördinatie. Lew Wallace' divisie kwam als eerste in actie. Op de uiterste rechterflank van de Noordelijken stak Wallace' divisie Tilghman Branch over rond 7.00 uur en dreven de brigade van kolonel Preston Pond voor zich uit. Op de linkerflank van Wallace bevonden zich de restanten van Shermans divisie, daarnaast McClernands en Wallace' divisie, nu onder het bevel van kolonel James M. Tuttle. Buells divisie vervolledigden de linie met Bull Nelsons, Crittendens en McCooks divisies. De Zuidelijke eenheden slaagden er enkel in om op brigadeniveau enige coherentie te krijgen. Het nam twee uur in beslag om Polk en zijn mannen te lokaliseren en terug te brengen naar de frontlinie. Rond 10.00 uur had Beauregard zijn linie gestabiliseerd. Op de linkerflank stond Bragg, daarnaast Polk, Breckinridge en Hardee.
Op de noordelijke linkerflank leidde Nelsons divisie de aanval op de voet gevolgd door Crittendens en McCooks divisies langs de Corinth en Hamburg-Savannahwegen. Na zware gevechten heroverde Crittenden in de late namiddag Hornet's Nest. Daar werd de opmars opgehouden door gecoördineerde tegenaanvallen van Breckinridge. De Noordelijke rechterflank rukte goed op terwijl ze Bragg en Polk naar het zuiden dreven. Na hernieuwde aanvallen van Crittenden en McCook, moest Breckinridge zich terugtrekken. Tegen de middag lag de Zuidelijke linie parallel aan de Hamburg-Purdyweg.
In de vroege namiddag werd een serie tegenaanvallen uitgevoerd door de Zuidelijken vanuit het gebied rond de kerk van Shiloh om de weg naar Corinth veilig te stellen. De Noordelijke rechterflank werd hierdoor tijdelijk teruggedreven bij Water Oaks Pond. Samen met Tuttle veroverde Crittenden het kruispunt van de Hamburg-Purdyweg met de Oost-Corinthweg, waardoor de Zuidelijken teruggedreven werden in het oude kampement van Prentiss. Tegen de late namiddag had Nelson Locust Grove Branch veroverd. De laatste aanval van Beauregard werd afgeslagen toen Grant de brigade van James C. Veath naar voren stuurde.
Beauregard had 10.000 soldaten verloren. Hij had nog weinig munitie en ander voorraden. Hij had het initiatief verloren. Hij trok zich terug achter de kerk van Shiloh. Zijn terugtocht werd gedekt door de 5.000 man van Breckingridge, die rond Shiloh zijn artillerie geconcentreerd had. Zo slaagden ze erin de Noordelijken tot 17.00 uur tegen te houden. De uitgeputte Noordelijke soldaten zetten de achtervolging van de ordelijk terugtrekkende Zuidelijken niet in. De slag was gedaan. Nog vele jaren nadien ruzieden Grant en Buell over Grants beslissing om de achtervolging niet in te zetten. Grant haalde de uitgeputte staat van zijn soldaten aan, alhoewel de Zuidelijken ook uitgeput zullen geweest zijn. De moeilijke relatie tussen Grant en Buell lag eveneens aan de basis van deze ruzie.

## Gevolgen
Eén onmiddellijk gevolg van de slag was een journalistieke aanval op Grant. Verschillende journalisten, die niet bij de slag aanwezig waren, beschuldigden Grant van dronkenschap tijdens de veldslag. Ondanks de Noordelijke overwinning, leed Grants reputatie hieronder. Velen dachten dat Buell de overwinning op 7 april gebracht had. De publieke opinie eiste het ontslag van Grant. Lincolns antwoord was laconiek: "Ik kan deze man niet missen. Hij vecht." Shermans ster steeg snel als gevolg van zijn koelbloedigheid en dapperheid. Latere generaties erkenden de rol van Grant wel.
Niettemin leed zijn carrière, weliswaar tijdelijk, als direct gevolg van de slag. Henry Halleck reorganiseerde de legers, waardoor Grant een ondergeschikte positie toegewezen kreeg. Eind april en in mei rukten de Noordelijke legers, onder persoonlijk bevel van Halleck, op naar Corinth. Na het Beleg van Corinth werd de stad ingenomen. Ondertussen had een amfibische aanval de Zuidelijke River Defense Fleet vernietigd en Memphis veroverd. Halleck werd gepromoveerd tot opperbevelhebber van de Noordelijke legers. Met Hallecks vertrek naar het oosten kreeg Grant opnieuw het bevel over zijn leger. Grant rukte toen op om Vicksburg in te nemen. Port Hudson zou volgen in de zomer van 1863 waardoor de volledige Mississippi in Noordelijke handen was. De Confederatie was in twee delen gesplitst. Op 6 april werd Bragg gepromoveerd tot bevelhebber van het Zuidelijke leger dat bij Shiloh had gevochten. Hij zou een onsuccesvolle invasie van Kentucky uitvoeren en zou verslagen worden in de Slag bij Perryville.

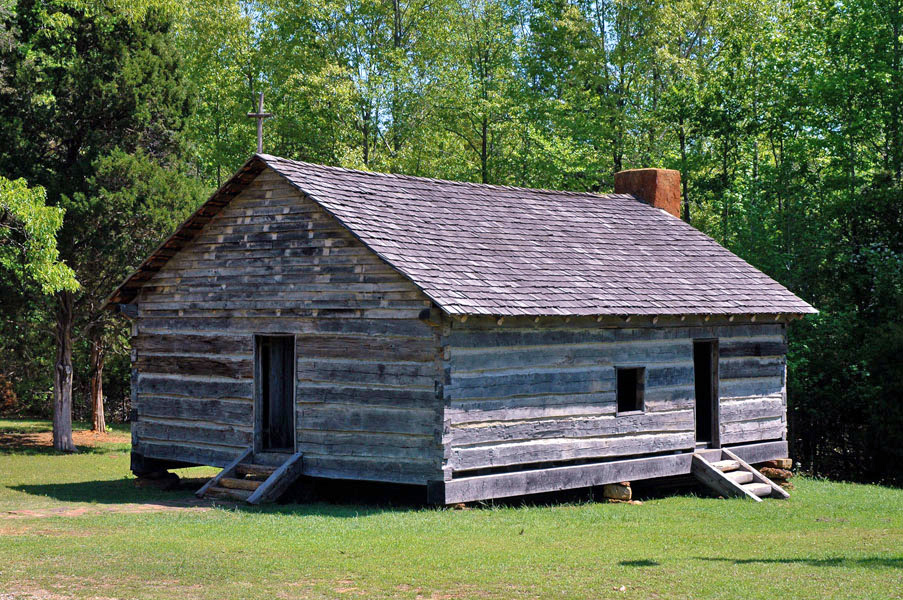
Kerk van Shiloh, 2006.

 De oorspronkelijke kerk werd vernietigd tijdens de slag. De huidige kerk werd heropgebouwd in 2003 op zijn oorspronkelijke locatie door de Sons of Confederate Veterans organization.
De twee dagen durende slag bij Shiloh was tot dan toe de meest bloedige in de geschiedenis van de Verenigde Staten. Johnstons plannen om het leger van Grant te vernietigen en daarmee de samentrekking van Grants en Buells leger te voorkomen mislukte. De Noordelijke verliezen waren 1.754 doden, 8.408 gewonden en 2.885 vermisten. Het merendeel van de slachtoffers was te vinden bij Grants leger met 1.513 doden, 6.601 gewonden en 2.830 vermisten. De Zuidelijken telden 1.728 doden, 8.012 gewonden en 959 vermisten. Het totaal aantal slachtoffers aan beide zijden betrof 23.746 manschappen, evenveel als in alle voorgaande conflicten uitgevochten door de Verenigde Staten samen. Verschillende generaals hadden eveneens de dood gevonden zoals Johnston aan Zuidelijke zijde en Wallace aan Noordelijke zijde.
Beide kampen waren geschokt door het bloedvergieten. Niet alleen het grote aantal doden was een enorme klap voor de Amerikaanse ziel, ook de manier waarop het gebeurde. Shiloh was de eerste "moderne" slag die het Amerikaanse leger ooit zou voeren; maar nog niet geheel modern en zeker met klassieke tactieken. Dat wil zeggen, Shiloh werd bevochten met snel laadbare musketten, geweren en pistolen en met de nieuwe soort kogels (de in Frankrijk uitgevonden Minié-kogel, die enorme schade aan kon richten aan het lichaam bij inslag maar ook daarna door zich langzaam een pad te banen van het punt van inslag naar beneden). Maar deze wapens werden gecombineerd met zwaarden, messen, vuisten, charges van de cavalerie en aanvallen van de infanterie. De combinatie maakte dat het slagveld niet alleen een enorme knokpartij werd, maar dat kogels alle kanten op vlogen en zich een weg baanden door de enorme mensenmassa. Hoeveel kogels vijandelijke slachtoffers maakten en hoeveel bevriende, is onbekend.
Het geheel maakte van het slagveld een klein stukje hel op aarde (zo herinnerden veteranen zich) waar de grond letterlijk rood gekleurd werd door het bloed. Shiloh verwierf zich vrijwel onmiddellijk een dusdanige reputatie dat "een soldaat voorts van iedere slag hoogstens nog kon zeggen dat hij nog banger was geweest dan bij Shiloh".
Niemand vermoedde dat er nog drie zulke jaren zouden volgen met nog vele veldslagen waarvan enkele nog bloediger dan die bij Shiloh. Grant had hier een waardevolle les geleerd in verband met de voortdurende paraatheid van zichzelf en zijn troepen. Deze les zou hem (meestal) goed van pas komen in zijn verdere carrière.